# 爱在基尔内里
《爱在基尔内里》（英語：Love In Kilnerry）是一部2021年的美国爱情喜剧电影，由丹尼尔·基思编剧、制作和导演，是他的导演处女作。该片由基思、凯西·苏尔、罗杰·亨德里克斯·西蒙、詹姆斯·帕特里克·纳尔逊、西比尔·莱恩斯、希拉·斯塔萨克和托尼·特里亚诺主演。 该片于2019年10月18日在美国新罕布什尔电影节和圣地亚哥国际电影节上同时首映。
这部喜剧的叙述集中在虚构的基尔纳里镇，新罕布什尔州，其居民在环境保护局通知他们强制改变他们的化工厂可能会大大增加他们的性欲后感到恐慌。爱在基尔内里》和凯斯获得了批评性的好评  以及四十五个电影节奖项和二十六个最佳剧本、最佳导演、最佳影片、最佳演员、最佳摄影和最佳组合的提名。

## 剧情大纲
昏昏欲睡的偏远小镇基尔纳里在挣扎，因为大多数居民都是老人，年轻的很快就要去上大学了。当环保局的代表访问该镇的季度市政厅会议，告诉他们他们的化工厂一直在污染水域并制造有毒鱼类时，他们了解到工厂必须适应一种新的强制性工艺，称为P172。然而，有一个小小的副作用。当接触到P172时，实验室的老鼠显示性欲急剧增加。居民们惊慌失措，混乱随之而来。在接下来的几个月里，警长努力维持秩序，因为混乱和灾难接踵而至；一次灾难性的狂欢尝试，不雅的暴露，牧师成为裸体主义者以更接近上帝，一些更颓废的居民在舞蹈比赛中进行激烈的表演。正当警长为了控制每个人，不让小镇发生变化而达到崩溃的边缘时，环保局的人回来通知他们，他们发现老鼠被用在以前的信息素测试中，而且P172没有副作用。被内疚所困扰的他们意识到，通过思考他们没有控制权，他们学会了敞开心扉，接受他人，抛开戒心，重新生活，并坠入爱河。警长面对自己的行为，向镇上的人道歉。居民们继续拥抱新生活，创造新命运。

## 角色
{[Div col]}}
- 丹尼尔·基思饰演加里·奥莱利，镇上的治安官
- 凯西·塞尔饰演妮莎-沃德内萨-沃德，木讷的纸店老板
- 罗杰·亨德里克斯-西蒙罗杰·亨德里克斯·西蒙饰演镇上的邮递员费加勒-奥莱利。
- 詹姆斯-帕特里克-尼尔森饰演韦斯利-奥戴尔神父
- 德巴戈·桑亚尔扮演环境保护局的发言人Rakesh Nibhanupudi。
- 托尼·特里亚诺饰演杰里-博伊兰杰瑞·博伊兰，镇长和酒吧老板
- 西比爾·林斯饰演Aednat McLaughlin，一个宗教隐居的寡妇
- 希拉·斯塔萨克饰演布里吉德·克里，镇上的八卦者和杂货店老板

## 生产和销售

### 发展
《爱在基尔内里》最初是一部戲劇，由基思编写，发生在多内加尔郡虚构的基尔内里镇。这是皇家莎士比亚剧团校友（Marion）西比爾·林斯（她也扮演Aednat McLaughlin）向他提出的一个挑战。基思想写一些能让他祖母发笑的东西。他使用了笔名Colin Filmore，这样演员们可以更诚实地接近材料，以免被在场的作家吓到。在2016年的大部分时间里，该剧在纽约市曼哈顿剧院俱乐部工作室的观众面前进行了研讨。直到2017年，当基思将这个故事写成剧本时，剧组才知道谁是真正的作家。丹尼尔旅行者在东海岸上上下下看了几十个小镇，直到他发现一张朴茨茅斯的明信片。在参观了这个海滨小城后，丹尼尔知道他找到了他的 "基尔纳里"。 丹尼尔,罗杰-亨德里克斯-西蒙 ,西比尔-Lines,和希拉-Stasack。他们在2016年对该剧进行了研讨，并继续创作这部电影。凯西-Searle, 托尼-特里亚诺, 德巴戈-Sanyal, 和詹姆斯-帕特里克-Nelson
被金伯利-格雷厄姆雇佣(Homeland (TV series))。 丹尼尔要求所有的剧院演员，因为他希望这部电影有一种剧院式的和故事书的外观和感觉。每个人也都接受了大量的培训，并分享相同的对话和方法来发现他们的角色和分析剧本。

### 摄制

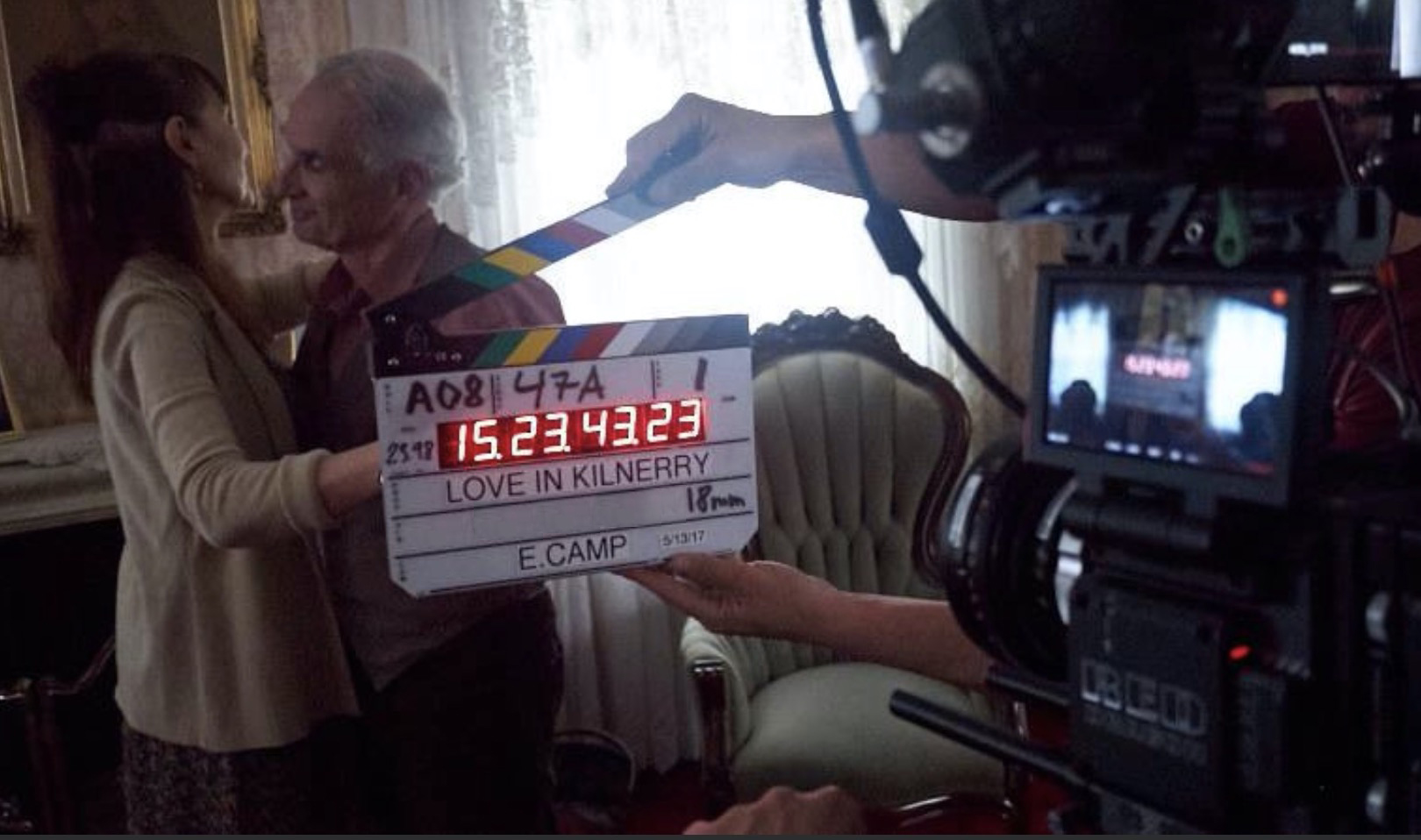
Sybil Lines (Aednat) and Roger Hendricks Simon (Fergal)

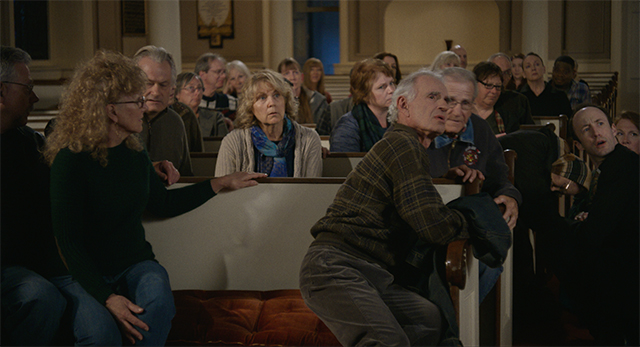
爱在基尔内里

丹尼尔知道他想要一个与世界其他地方隔绝的故事书般的小镇，所以他联系了视觉效果艺术家布莱恩-德梅茨（《死侍》，2012年），在小镇周围创建山脉，并抹去任何现代事物（即没有牛仔裤、建筑、纹身、iPhone、新汽车等）。建立和无人机的镜头是第一个被拍摄的。 朴茨茅斯的许多居民成了基尔内里的居民，还为剧组成员带来了食物，帮助他们寻找场地，甚至为他们中的许多人提供住宿。200人的演职人员在28个地方进行拍摄。 爱尔兰邮报得知基思的电影后，于2017年12月15日发布了一篇关于爱尔兰科克郡的Ringaskiddy镇的报道，该镇居民抱怨当地辉瑞公司工厂的烟雾，该工厂生产伟哥，导致男人和狗走动时性兴奋。该文章声称 "艺术在模仿生活.

### 后期制作
后期制作跨越了整个2018年，因为Keith寻求乔恩-威尔逊（《唐顿庄园》、 《比利-艾略特》）在伦敦的松林影楼编辑这部电影。音乐由配乐师兰迪-埃德尔曼（最后的莫西干人, 27条裙子）编写和演奏，视觉特效由布莱恩-德梅茨（《死侍》, 2012）创作，并由安德鲁Geary在公司 3（《一颗星星诞生了》,、《星球大战: 天行者的崛起》）。该片的早期编辑在2019年全年的电影节上作为同行评审向观众展示。该片、其工作人员和演员在国际上获得了四十五个奖项和二十六个提名。塔尼娅-费舍尔写道："对于人们对一个令人难以置信的不可能发生的场景莫名其妙地产生的深刻情感，唯一可以解释的是，丹尼尔有能力和技巧将人类的恐惧和关系归零。

### 分布情况

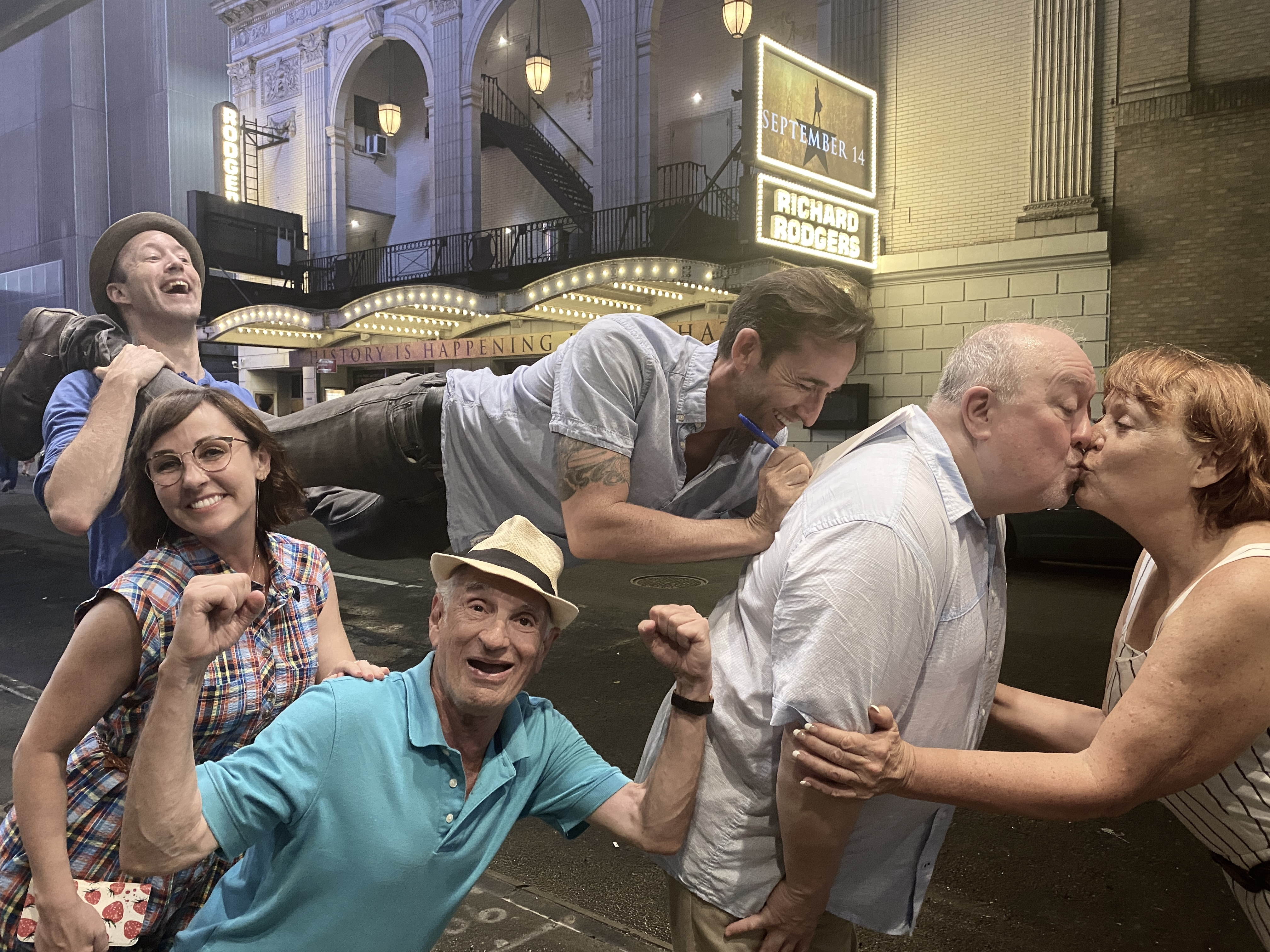
《爱在基尔内里》的演员们与叛变图片签订了北美发行协议。

2020年4月，全球COVID-19大流行使该行业停摆，直到2021年7月，叛变图片才获得北美发行权，打算在2022年初将该电影投放到全国的影院。.

### 荣誉

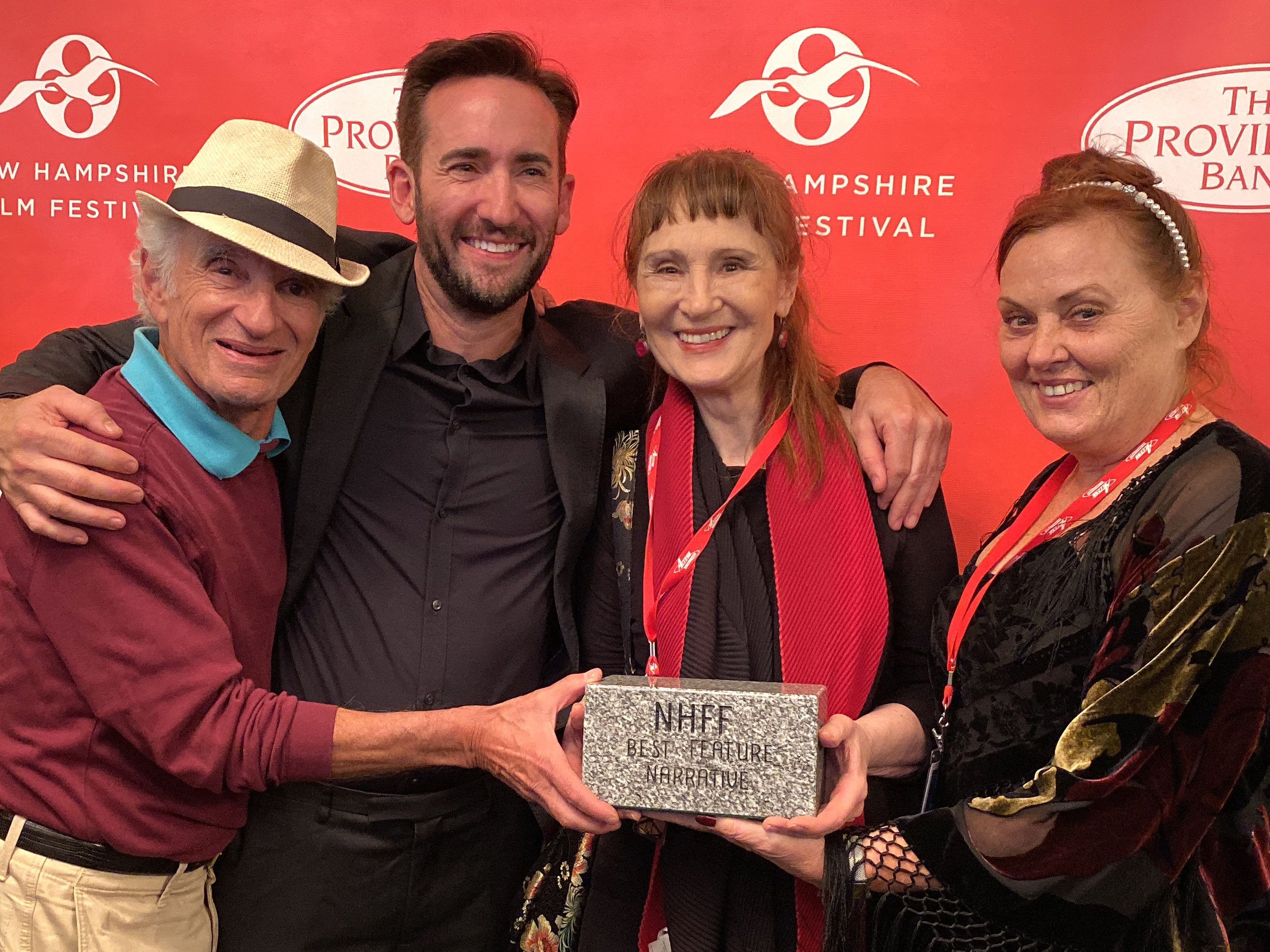
罗杰-亨德里克斯-西蒙、丹尼尔-基思、西比尔-莱恩斯、希拉-斯塔萨克--新罕布什尔州电影节

| 奖励                | 颁奖日期 | 类别                       | 获奖者                   | 结果 | 來源         |
| ------------------- | -------- | -------------------------- | ------------------------ | ---- | ------------ |
| 好莱坞电影剧本大赛  | 2017     | 最佳剧本 - 银奖            | 丹尼尔-基思              | 獲獎 |              |
| 苏荷国际电影节      | 2019     | 观众奖                     | 拱道图片                 | 提名 | [ 15 ]       |
| 苏荷国际电影节      | 2019     | 大评委奖                   | 拱道图片                 | 提名 | [ 15 ]       |
| 新罕布什尔州电影节  | 2019     | 最佳特色                   | 拱道图片                 | 獲獎 | [ 16 ] [ 6 ] |
| 新罕布什尔州电影节  | 2019     | 观众奖                     | 拱道图片                 | 提名 | [ 16 ] [ 6 ] |
| 圣地亚哥国际电影节  | 2019     | 最佳原创剧本               | 丹尼尔-基思              | 獲獎 | [ 17 ] [ 5 ] |
| 圣地亚哥国际电影节  | 2019     | 利特币电影制作人奖--观众奖 | 拱道图片                 | 提名 | [ 17 ] [ 5 ] |
| 圣地亚哥国际电影节  | 2019     | 第一次当导演               | 丹尼尔-基思              | 提名 | [ 17 ] [ 5 ] |
| 圣地亚哥国际电影节  | 2019     | 最佳喜剧奖                 | 丹尼尔-基思/Kathy Searle | 提名 | [ 17 ] [ 5 ] |
| 马德里国际电影节    | 2019     | 最佳导演                   | 丹尼尔-基思              | 提名 |              |
| 马德里国际电影节    | 2019     | 最佳喜剧奖                 | 拱道图片                 | 提名 |              |
| 马德里国际电影节    | 2019     | 最佳女主角                 | Kathy Searle             | 獲獎 |              |
| 曼哈顿电影节        | 2019     | 最佳喜剧奖                 | 拱道图片                 | 獲獎 | [ 18 ]       |
| Calcutta 国际电影节 | 2019     | 最佳编剧--金狐奖           | 丹尼尔-基思              | 提名 |              |
| 泽西海岸电影节      | 2019     | 最佳导演                   | 丹尼尔-基思              | 獲獎 |              |
| 泽西海岸电影节      | 2019     | 最佳女演员                 | Kathy Searle             | 獲獎 |              |
| 环游世界电影节      | 2020     | 最佳导演                   | 丹尼尔-基思              | 提名 |              |
| 环游世界电影节      | 2020     | 最佳摄影                   | 埃里克-坎普 , 约翰-默瑟  | 提名 |              |
| 环游世界电影节      | 2020     | 最佳喜剧奖                 | 拱道图片                 | 提名 |              |